# Ivan Valente
Ivan Valente (São Paulo, 5 de julho de 1946) é um engenheiro, professor e político brasileiro filiado ao Partido Socialismo e Liberdade (PSOL). Exerceu o cargo de presidente nacional do PSOL, partido pelo qual é deputado federal no Estado de São Paulo.
Na década de 1960 se tornou líder comunitário, estudantil e militante do movimento sindical. Foi criado num bairro pobre de São Caetano do Sul, no ABC paulista, onde reside até hoje. Começou atuando nas pastorais da Igreja Católica, um celeiro de quadros políticos do PT. Em 1997 encabeçou a apresentação ao Congresso Nacional do Plano Nacional de Educação elaborado pelos educadores brasileiros, e é autor de várias outras importantes iniciativas e projetos em defesa de uma escola pública de qualidade.
Na Câmara dos Deputados, tem atuação nas áreas de educação, saúde, reforma agrária, combate à corrupção, gestão ambiental, divida pública, habitação popular, entre outros. Em 2009, conseguiu a instalação da Comissão Parlamentar de Inquérito (CPI) da Dívida Pública da União, estados e municípios, para investigar os impactos sociais e econômicos da dívida dos Municípios, Estados e União. É também titular das Comissões de Relações Exteriores e de Educação, além de integrar a Comissão Especial do Plano Nacional de Educação. No Parlamento, Ivan Valente preside a Frente Parlamentar pelo Voto Aberto no Congresso e integra a Frente pela Liberdade de expressão e o Direito à Comunicação com Participação Popular e a Frente Ambientalista. Durante todo o ano de 2012, foi voz ativa na defesa do Código Florestal e contra as mudanças propostas pela bancada ruralista. Tem sido um dos parlamentares mais ativos na luta pela destinação de 10% do PIB brasileiro para a educação. Em 17 de abril de 2016, Ivan Valente votou contra a abertura do processo de impeachment de Dilma Rousseff.
É um dos deputados de maior expressão, segundo pesquisa do Departamento Intersindical de Assessoria Parlamentar (DIAP). Está na lista dos "100 parlamentares mais influentes do Congresso", divulgada anualmente pelo Diap. Também foi eleito um dos quatro melhores deputados do Brasil no último Prêmio Congresso em Foco e, em dezembro de 2011, assumiu a presidência nacional do PSOL, estando a frente do partido até dezembro de 2013. EM 2016 nas eleições municipais foi candidato a vice-prefeito de São Paulo.

## Carreira política

### Perseguido pela ditadura
Iniciou sua militância ainda na juventude, no movimento estudantil. Durante os anos de chumbo, combateu o regime militar, sendo diretor do centro acadêmico da Escola de Engenharia Mauá. Ajudou a fundar o Comitê Brasileiro pela Anistia/SP  e dirigiu o jornal socialista Companheiro. O regime militar instituído em abril de 1964 impôs um longo período de clandestinidade. A repressão que se seguiu ao golpe, afetando o conjunto das forças democráticas, atingiu fortemente as bases estudantis da época. A recusa ao foquismo e às várias formas de intervenção armada propostas por diversos grupos de esquerda desde 1961 custou a perda de importantes dirigentes. Dirigente do Movimento de Emancipação do Proletariado (MEP), Ivan foi obrigado a deixar o cargo, por conta da ditadura militar, passando a viver na clandestinidade em um dos períodos mais sombrios da história do Brasil. Ivan foi perseguido, preso, torturado e condenado pelo regime militar.
Tardiamente, no dia 30 de março de 2023, foi oficialmente anistiado e recebeu pedido formal de desculpas do Estado brasileiro pela perseguição sofrida durante a ditadura militar.

### Fundação do PT
Os anos  que se seguiram à promulgação do Ato Institucional Número Cinco, de  13 de dezembro de 1968, foram de intensificação da repressão. Entre 1973 e 1975 centenas de militantes foram submetidos à tortura, alguns até a morte, dentre os quais o jornalista Vladimir Herzog. Durante o processo de abertura do regime militar, iniciado em 1979, o MEP passou da clandestinidade para a legalidade, e com o fim do bipartidarismo, participou,  com muito outros coletivos e militantes, da fundação do Partido dos Trabalhadores. É nesse período que o sindicalismo se organiza e obtém importantes conquistas na luta contra a ditadura a partir da ação estruturada dos metalúrgicos do ABC e, posteriormente dos bancários de São Paulo, dentre outras categorias. Com a anistia em setembro de 1979, esse movimento constituiu-se no embrião do futuro Partido dos Trabalhadores, que agregaria vários  movimentos populares.
Em 1985, com o fim da ditadura militar e o início da Nova República, o PT passa a funcionar como partido político legal.
Votou a favor das Diretas Já em 25 de abril de 1984, que clamava pela volta de eleições presidenciais diretas no país e, com a derrota dessa proposição, votou em Tancredo Neves no Colégio Eleitoral em 15 de janeiro de 1985 para a eleição presidencial brasileira de 1985.
No PT, Ivan foi eleito deputado estadual em São Paulo em 1987 e 1991 e, substituindo Florestan Fernandes, foi para a Câmara Federal em 1994. Durante sua permanência no PT, chegou a compor o seu Diretório Nacional por 17 anos.
Em 1989, apoiou Lula na primeira eleição direta para presidente desde o golpe militar de 1964. Ivan Valente, hoje grande critico do PT, na época declarou apoio oficial a Lula já no primeiro turno daquelas eleições e subiu em palanques ao lado de Lula em defesa da candidatura petista.
Foi deputado estadual pelo PT por dois mandatos (1987/90 e 1991/94), quando foi considerado pelo movimento “Voto Consciente” um dos deputados mais ativos da Assembleia Legislativa de SP. Se notabilizou por seus projetos e ações em defesa da despoluição da represa Billings e em favor da Universidade Pública do ABC. Como deputado Federal (1994/98 e 2001), se destacou pela posição firme no combate à política neoliberal do governo FHC e foi coautor do pedido de criação da CPI dos Bancos. Nessa época, dirigente nacional da legenda, apoiou projeto da gestão de Erundina, sua compartidária de partido em São Paulo e prefeita da cidade, colocou a problemática habitacional como prioridade ao apoiar a implantação da habitação de interesse social por mutirão autogerido, o que ajudou a diminuir o deficit habitacional no município. A prática do mutirão foi descontinuada por seus sucessores, como Paulo Maluf, os quais priorizaram a construção de edifícios de apartamentos por métodos convencionais, visto que os mutirões proporcionavam um certo nível de organização política aos envolvidos, assim como possibilitavam sua mobilização com relação ao atendimento de suas demandas, o que não ocorria nos projetos habitacionais de Maluf e dos demais prefeitos.
Em 1992, participou dos movimentos Fora Collor e dos Caras-pintadas. que culminaram no Impeachment de Fernando Collor. Ivan foi candidato a prefeito de São Caetano do Sul pelo PT, em 1992, mas foi boicotado pela Direção Nacional do Partido.[carece de fontes?]

### Crítico ao Governo FHC
Combateu o neoliberalismo do Governo FHC, (1994/2002) e tornou-se um dos principais opositores da política econômica do governo tucano, sobretudo da política de privatização de empresas estatais realizadas nesse período. Foi favorável à limitação do direito de propriedade privada, parcialmente ao aborto em alguns casos, à jornada semanal de 40 horas, à soberania popular, ao voto aos 16 anos, à estatização do sistema financeiro, à criação de um fundo de apoio à reforma agrária e ao rompimento de relações diplomáticas com países que adotassem políticas de discriminação racial.  A desvalorização do real em janeiro de 1999, logo após a eleição de 1998, as crises internacionais, deficiências administrativas como as que permitiram o apagão de 2001, e principalmente o pequeno crescimento econômico no segundo mandato de Fernando Henrique Cardoso fortaleceram a posição petista nos quatro anos seguintes.
Após as eleições gerais de 1998, 400 dos 513 deputados federais e 70 dos 81 senadores eram filiados a partidos governistas. Durante o segundo mandato, a oposição teve mais inserção e o governo FHC teve maior dificuldade de governar devido à reorganização das oposições. No Congresso Nacional, Heloísa e o Partido dos Trabalhadores (PT) liderou a oposição, articulando os movimentos sociais e sindicais de esquerda e formando uma ampla frente de oposição parlamentar (PT, PCdoB, PSB, PDT, PCB, PPS). Entre as ações da oposição, destaca-se a Marcha dos 100 mil de Brasília em agosto de 1999, considerado o maior protesto contra seu governo.
Apesar das críticas dos partidos de oposição às alianças políticas firmadas pelo governo, sua base parlamentar de apoio contribuiu para a estabilidade política, considerada um dos traços importantes do governo FHC.
Atuou fortemente no pedido de impeachment contra FHC em seu segundo mandato, sobretudo alegando denuncias no PROER. Fernando Henrique sofreu dezessete denúncias que, se comprovadas, poderiam levá-lo ao impeachment. As denúncias foram apresentadas com maior frequência durante o segundo mandato, sendo arquivados pelos então presidentes da Câmara dos Deputados, responsáveis pela validação de um processo de impeachment contra o presidente da República. Um desses pedidos baseava-se em uma escuta telefônica em que o presidente autorizava André Lara a pressionar o fundo de pensões do Banco do Brasil a participar em um dos consórcios do leilão de privatização da Telebrás. Desde a redemocratização do país, o Partido dos Trabalhadores solicitou formalmente o impeachment de todos os presidentes da República. Apesar disso, Fernando Henrique conseguiu aprovar com facilidade seus projetos, reformas constitucionais e conteve a oposição graças a uma ampla maioria na Câmara dos Deputados e no Senado Federal.
Ivan é reeleito para a Câmara dos deputados federais em 2002 e vê seu candidato a presidente, Lula, vencer o tucanato nas urnas e assumir o governo do país. A eleição de Lula, que havia sido derrotado nos anos de 1989, 1994 e 1998, é marcada por ter sido a primeira na história brasileira de um ex-operário ao posto mais importante do país.
Com a continuidade das políticas econômicas do Governo do Fernando Henrique Cardoso e com as denúncias de corrupção, adveio uma crise política que ocasionou a cisão do Partido dos Trabalhadores em Partido Socialismo e Liberdade (PSOL) em 2004.

### "Pro PT voltar a ser PT"
Ivan se destacou durante o Governo Lula no enfrentamento à política econômica herdada de FHC e aprofundada pelo PT. O parlamentar já mantinha importantes desacordos com a maioria dos membros do partido, em especial a partir da publicação da Carta ao povo Brasileiro, apresentada em 2003. Isto seguido da indicação de Henrique Meirelles à presidência do Banco Central e da indicação de Sarney à presidência do Senado fez com que a ala dita “radical” do partido entrassem em choque com o governo petista.
Em 2003, esteve à frente do Manifesto “Mudanças Já!”, com outros 29 parlamentares petistas, e, contra a posição do partido, se colocou na oposição à Reforma da Previdência de 2003, que visava estabelecer critérios de contribuição para o servidor público inativo e fixar a base de cálculo para a aposentadoria. Por isso, foi punido pela Direção Nacional do PT.
O ápice deste confronto foi quando o governo federal mandou a proposta de Reforma da Previdência e orientou sua bancada na Câmara dos Deputados a votar pela aprovação do projeto. Por entenderem que o projeto tiraria direitos dos servidores públicos por instituir a cobrança de contribuição dos já aposentados, Luciana Genro, Heloísa Helena, Babá e João Fontes votaram contra o projeto e por isso foram expulsos do PT numa reunião do diretório nacional.
Em 2004, foi um dos organizadores do Seminário “Queremos um Outro Brasil”, que reuniu 15 deputados federais petistas em São Paulo e elaborou uma proposta alternativa à política econômica do governo, que não foi implementada pelo governo. Foi novamente punido pela Direção Nacional do PT quando se recusou a votar na proposta do governo Lula para o salário mínimo e votou por um aumento maior, que recuperasse as perdas dos anos FHC.
Durante os seus anos de militância fez parte de algumas organizações políticas, sendo que uma deu origem à outra, devido aos processos de fragmentação e fusão, ocorridos dentro do PT. As organizações das quais fez parte são: Movimento pela Emancipação do Proletariado (MEP), Movimento Comunista Revolucionário (MCR), Força Socialista (FS), além da Ação Popular Socialista (APS), na qual é hoje um dos principais dirigentes.
Cogitou-se inclusive, que o PT tomava o lugar do PSDB como representante do Brasil da social-democracia. A partir de uma série de denúncias de corrupção com relação às práticas do governo, o PT viu-se desestruturado e continuamente acusado de traidor de seus ideais históricos. Apesar da descrença de setores da esquerda brasileira no PT, verificou-se ainda no início de 2006 um forte apoio popular a Lula.
Por não concordar com o rumo político do PT, petistas históricos desligaram-se individual ou coletivamente do partido, ou mesmo foram expulsos
, como Heloisa Helena, Babá, João Fontes e Luciana Genro.  Naquele primeiro momento, Ivan Valente optou por disputar o comando do partido a romper com ele e juntamente com o veterano Plinio de Arruda Sampaio disputou o 1º turno do Processo de Eleições Diretas (PED) que elegeu um novo Diretório Nacional. Na ocasião Plínio foi candidato a presidente nacional do PT encabeçando a chapa "Esperança Militante", quando conquistou 13,4% dos votos dos filiados e alcançou a 4ª colocação. Porém, Plínio perdeu a eleição para Ricardo Berzoini. Logo em seguida, Ivan Valente e outros ativistas políticos, sindicais, estudantis, populares e católicos militantes da Teologia da Libertação romperam com o PT e migraram para o PSOL.

### Saída do PT e entrada no PSOL
No ano de 2005, Ivan Valente, APS, juntamente com alguns outros coletivos e militantes, opta por romper com o PT e filiar-se ao PSOL. Sua saída do partido se deu também em virtude da crise política causada pelas denúncias de um esquema de pagamento a congressistas para votarem de acordo com os interesses do executivo (o chamado escândalo do mensalão). Foi causado também pelas mudanças ideológicas do PT que abandonou o socialismo como meta estratégica. A saída de Ivan se deu em conjunto com outros dirigentes como o veterano Plínio de Arruda Sampaio, os deputados federais Chico Alencar. e Maninha, e a dirigente sindical Lujan Miranda. Em maio daquele ano, Ivan Valente assina o pedido de instalação da CPMI dos Correios, para investigar as denúncias de corrupção no órgão. No ano seguinte foi reeleito deputado federal, desta vez por seu novo partido, o recém-criado PSOL. Nesta eleição ele apoia e conta com o apoio de Heloisa Helena, à presidência da República.
Desde 1994 é deputado federal por São Paulo, tendo sido reeleito no ano de 2010. Ivan recebeu cerca de 189 mil votos, os quais somados aos demais votos em candidatos e na legenda, atingiram 319 mil votos, ultrapassando o quociente eleitoral de 315 mil votos.

### Candidatura à prefeitura de São Paulo em 2008
Na Eleição municipal de São Paulo (2008), o PSOL teve Ivan Valente como candidato a prefeito. O deputado obteve 84 mil votos (0,67% dos votos válidos), ficando em sexto lugar. Em Sorocaba, interior de São Paulo, o PSOL também obteve um resultado expressivo. O candidato do partido, o deputado estadual Raul Marcelo, obteve mais de 24 mil votos (quase 8% do total). Na Capital, o deputado federal Ivan Valente, um dos mais atuantes do Congresso, teve considerável número de votos. Foram 84 mil (0,67% do total). Mas o PSOL não conseguiu eleger um vereador. Isto se deve, principalmente, ao pouco tempo de propaganda no rádio e TV.
O último debate dos prefeitáveis em São Paulo no primeiro turno da corrida eleitoral, pela TV Globo, foi cancelado por conflito. Oficialmente a emissora disse ter tentado fechar um acordo com os candidatos Ivan Valente (PSOL), Ciro Moura (PTC) e Renato Reichmann (PMN), para que não participassem do debate televisionado. Seria oferecido uma cobertura muito maior do que "aquela a que fariam jus inicialmente se apenas critérios jornalísticos fossem levados em conta". Ivan Valente, candidato pelo PSOL, um dos candidatos que não concordaram com o acordo disse que "é no debate eleitoral - muito mais do que no próprio horário gratuito - que o real confronto de ideias, essencial para a escolha do eleitoral, se faz presente". Assim as duas capitais mais populosas do país, não tiveram o debate televisionado hospedado na TV Globo.
Em 2009, criticou veementemente  a crise financeira mundial, que assolou o país e o mundo. Em 2011, participou de um abaixo-assinado de economistas a favor do Occupy Wall Street.
Ivan Valente foi pré-candidato à sucessão municipal paulistana em 2012 pelo PSOL, legenda da qual foi presidente nacional. Uma das principais vozes de Ivan  Valente no Palácio Anchieta, Toninho Vespoli, foi eleito vereador da cidade de São Paulo.
Em 2013, participou do protesto contra o aumento da passagem de ônibus na Avenida Paulista, as chamadas Manifestações no Brasil em 2013.

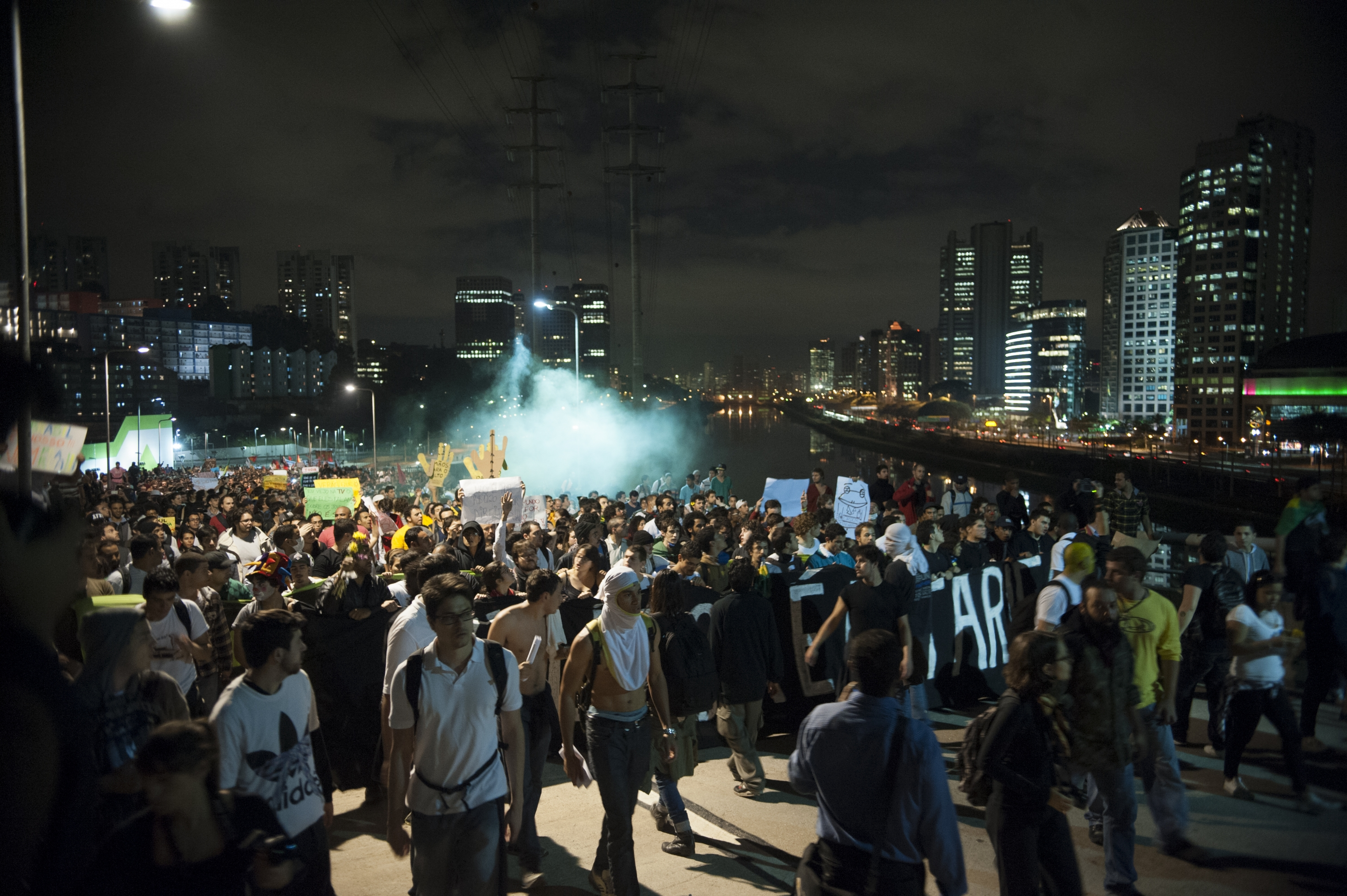
Cerca de 70 mil manifestantes saíram às ruas em São Paulo em pontos como o Largo da Batata e Marginal Pinheiros.

Em 2014 foi reeleito deputado federal de São Paulo e obteve 168.928 votos (0.79%).
A seu lado na Câmara dos deputados por São Paulo está Luiza Erundina. Na Assembleia Legislativa do Estado seus compartidários são Carlos Giannazi e Raul Marcelo.
Em junho de 2013, irromperam no país grandes manifestações populares, quando milhões de pessoas saíram às ruas em todos os estados para contestar os aumentos nas tarifas de transporte público, a truculência das policiais militares estaduais, além de outras reivindicações.
Em 2016, Valente e seu partido votam contra o processo de Impeachment da presidenta Dilma. Líder da bancada, Ivan Valente (PSOL-SP) disse que o pedido para afastar a petista é baseado em um “álibi fiscal”. “Se há motivos para cassar a presidente por operações de créditos, aqueles que acham isso deviam ser mais coerentes e pedir que todos os presidentes que não fizeram a auditoria da dívida pública deveriam ser cassados”, disse Valente.
| “ | Caçá-la por impopularidade ou por 'conjunto da obra', com todas as críticas que nós temos […] é uma farsa. | ” |

### Contra a tortura de adolescentes
Em 4 de fevereiro de 2014, a jornalista do SBT Rachel Sheherazade comentou a ação de um grupo de pessoas que espancou um assaltante adolescente e o prendeu pelo pescoço a um poste com uma tranca de bicicleta, dizendo que o acontecimento era "até compreensível" e que aconteceu uma "legítima defesa coletiva" contra a violência urbana. No comentário, a jornalista classificou o caso como resultado da "desmoralização da polícia" e da "omissão do Estado", além de dizer era "compreensível" que o "cidadão de bem" reagisse dessa maneira. Ela chamou o adolescente agredido de "marginal" e pediu, em tom irônico, aos grupos em defesa de direitos humanos que estavam com "pena" do jovem que "adotassem o bandido". Meses depois alguns dos elementos, classificados pela apresentadora como "cidadãos de bem", se revelaram membros de uma gangue criminosa.
Por conta do comentário que a jornalista fez, Ivan entrou com uma representação contra Rachel e o SBT, visto que, ambos "incorreram no crime de apologia e incitamento ao crime, à tortura e ao linchamento, tipificado no art. 287 do Código Penal" A denúncia feita pelo deputado contra a jornalista foi levada ao procurador-geral da República, Rodrigo Janot, que afirmou ver a situação com "muita preocupação" e o caso está sendo analisado pelo Ministério Público Federal (MPF) de São Paulo. No início de 2014, o PSOL também fez uma denúncia contra a jornalista e o SBT ao Ministério Público por apologia ao crime.
Em 25 de setembro de 2014, o Ministério Público Federal iniciou uma ação civil contra o SBT pelo comentário feito por Sheherazade sobre os "justiceiros". Sheherazade terá que se retratar caso contrário o SBT terá que pagar multa de 500 mil reais por dia de atraso. Além da retratação, o Ministério Público Federal quer que o SBT pague uma indenização de 532 mil reais por dano moral coletivo. Sheherazade chamou a ação do Ministério Público Federal de "descabida". Em abril de 2014, Rachel voltou ao telejornal depois de 15 dias de recesso, porém o SBT decidiu barrar os comentários de seus âncoras durante o SBT Brasil, o principal telejornal da rede de televisão. Segundo a emissora "essa medida tem como objetivo preservar os apresentadores". Em maio de 2014, no entanto, o SBT afirmou que a jornalista poderá voltar a fazer comentários ao vivo na bancada do jornal a partir do segundo semestre, mas afirmou que o conteúdo destas opiniões deverá ser menos agressivo e discutido previamente com a direção do canal.
Em 30 de outubro, algumas das pessoas defendidas por Sheherazade no episódio em que amarraram um infrator a um poste foram presos durante a Operação Chafariz, iniciada dez meses antes, quando uma gangue de jovens de classe média alta começou a sair às ruas e espancar supostos infratores da lei. Eles acusados de praticarem linchamentos, roubo e furto de automóveis, receptação, estupro, tentativa de homicídio, tráfico de drogas e associação para o tráfico.

### Desempenho em eleições

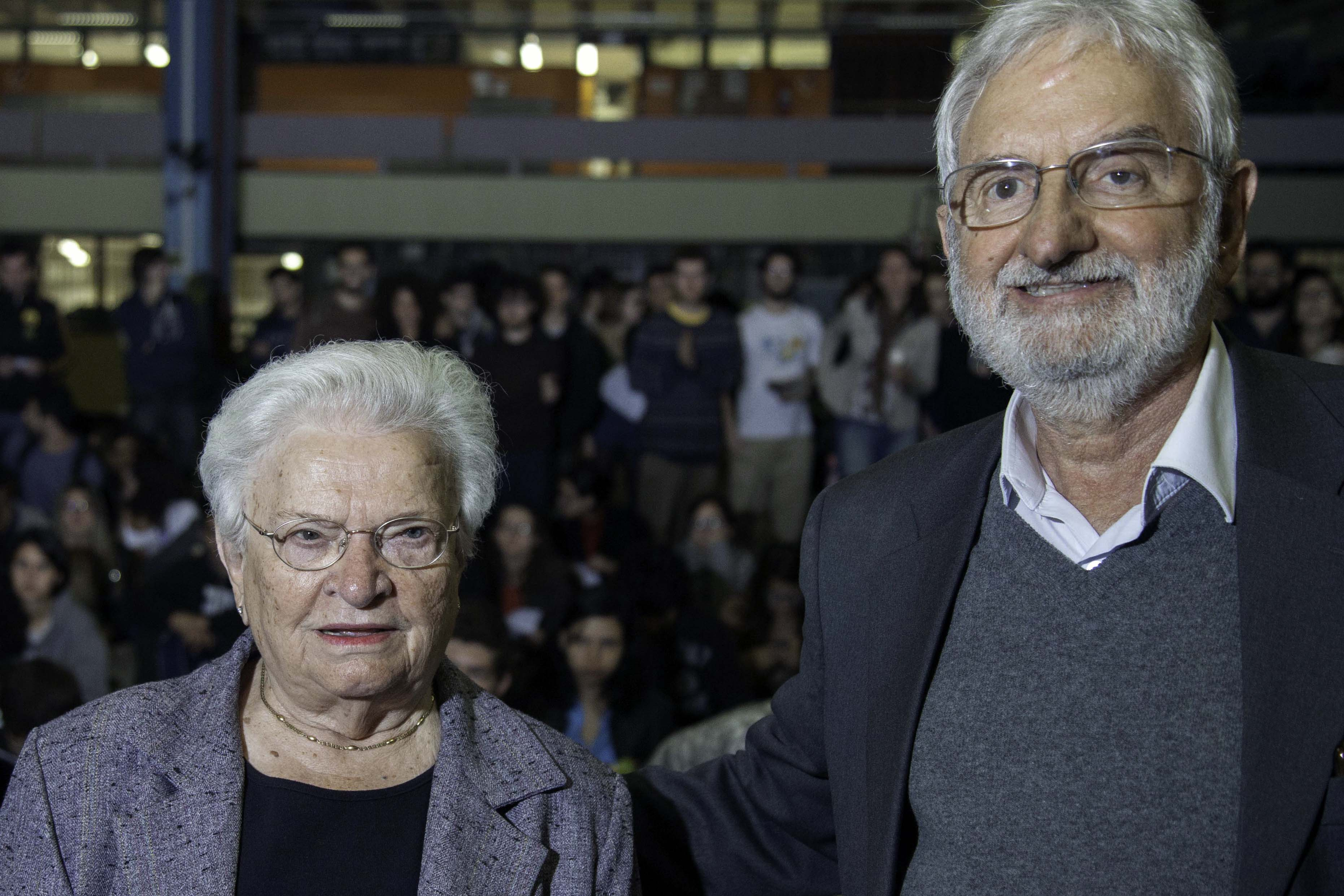
A candidata do PSOL à Prefeitura, Luiza Erundina e o candidato a vice-prefeito, Ivan Valente, na sabatina do Diretório Central dos Estudantes (DCE), na Universidade de São Paulo, em São Paulo (SP), Brasil.

| Ano  | Eleição                | Coligação                                           | Partido | Candidato a      | Votos   | Resultado                |
| ---- | ---------------------- | --------------------------------------------------- | ------- | ---------------- | ------- | ------------------------ |
| 1998 | Estadual de São Paulo  | Pra Renovar São Paulo (PT, PPS, PCB, PMN, PCdoB)    | PT      | Deputado federal | 40.913  | Não eleito (6° suplente) |
| 2002 | Estadual de São Paulo  | São Paulo Quer Mudança (PT, PCB, PCdoB)             | PT      | Deputado federal | 110.034 | Eleito                   |
| 2006 | Estadual de São Paulo  | Frente de Esquerda por São Paulo (PSOL, PCB, PSTU)  | PSOL    | Deputado federal | 83.719  | Eleito                   |
| 2008 | Municipal de São Paulo | Alternativa de Esquerda para São Paulo (PSOL, PSTU) | PSOL    | Prefeito         | 89.014  | Não eleito (6° lugar)    |
| 2010 | Estadual de São Paulo  | sem coligação                                       | PSOL    | Deputado federal | 189.014 | Eleito                   |
| 2014 | Estadual de São Paulo  | Frente de Esquerda (PSOL, PSTU)                     | PSOL    | Deputado federal | 168.928 | Eleito                   |
| 2016 | Municipal de São Paulo | Os Sonhos Podem Governar (PSOL, PCB, PPL)           | PSOL    | Vice-prefeito    | 183.999 | Não eleito (5° lugar)    |
| 2018 | Estadual de São Paulo  | Sem Medo de Mudar São Paulo (PSOL, PCB)             | PSOL    | Deputado federal | 155.334 | Eleito                   |
| 2022 | Estadual de São Paulo  | Federação PSOL Rede                                 | PSOL    | Deputado federal | 44.424  | Não eleito (2° suplente) |

## Publicações
Ivan Valente é autor e coautor de diversas publicações sobre educação e outros temas, entre elas: “Código Florestal: Os riscos para o meio ambiente e a biodiversidade brasileira”, “A Nova LDB em Questão”, “A Municipalização Imposta e a Exclusão Social”, “PNE: FHC Sabota o Plano”, “Progressão Continuada X Promoção Automática. E a qualidade do ensino?”, “Em Defesa da Assistência Farmacêutica”, “PT: Aonde Vamos?”, “Coerência e Resistência”, “FUNDEB – É hora de pagar a dívida social com a EDUCAÇÃO”, “10 anos sem Florestan: o Socialismo vive!”, “Carta aos petistas, aos meus eleitores e à cidadania”, “América Latina: No Rumo da Pátria Grande”, “Paulo Freire vive! Hoje, dez anos depois…”

## Vida Pessoal
É filho de Leonardo Valente e Dirce Cifoni Valente. É casado, tem dois filhos.